# Щеглов, Иван Владимирович
Ива́н Влади́мирович Щегло́в (фр. Ivan Chtcheglov; 16 января 1933 года — 21 апреля 1998 года) — французский философ, политический активист и поэт русского происхождения, известный прежде всего как идеолог унитарного урбанизма (англ.) и автор «Формуляра нового урбанизма», выпущенного под псевдонимом Жиля Ивена в 1953 году.

## Биография
Иван Щеглов был сыном Владимира Щеглова, революционера, проведшего 2 года в тюремном заключении после Революции 1905 года. После освобождения Владимир покинул Российскую империю вместе со своей женой Еленой Завадской. После трёхлетнего пребывания в Бельгии в 1910 году пара переехала в Париж, где Владимир начал работать водителем такси. Он состоял в Всеобщей конфедерации труда и участвовал в забастовке водителей 1911 года.

## Деятельность
«Формуляр нового урбанизма» (опубликован в 1953 под псевдонимом Жиль Ивен) оказал влияние на леттристское движение и ситуационизм. Вместе со своим другом Анри де Беарном Щеглов пытался взорвать Эйфелеву башню при помощи динамита, украденного на ближайшей стройке, потому что «она отражает свет в его комнату и не даёт уснуть ночью». Он был арестован в заведении «Les Cinq Billards» на Rue Mouffetard и, по требованию жены, помещён в психиатрическую лечебницу, в которой провёл 5 лет, подвергаясь лечению инсулином и шоковой терапии.
Ивану Щеглову также принадлежит большое число градостроительных проектов, составленных в 1950-х — начале 1960-х годов и носивших поэтический, а не практический характер, так как технологически их воплощение в жизнь было не только не разработано, но и заведомо невыполнимо:

Щеглов породил огромное количество «бумажных» проектов, принципиально невыполнимых как по техническим, так и по эстетическим и политическим причинам. Например, город — трёхгранный обелиск, уходивший в небо на высоту 300—350 километров и под землю — на глубину 50-60 километров. При этом электроэнергию для города предполагалось получать за счёт разности потенциалов у поверхности земли и на крыше обелиска. Или город-труба в Сахаре, покрытый самозатемняющимся непробиваемым стеклом. Или город — туристский центр в скале под водопадом Виктория, освещаемый энергией падающей воды и лишённый водопровода (воду предполагалось набирать прямо на балконах). Город — морская звезда, фильтрующий морскую воду и извлекающий растворённые в ней вещества (в том числе редкие и драгоценные металлы). И т. д., и т. д. Таких проектов было несколько десятков — в основном совершенно бредовых. Причем у меня сложилось впечатление, что далеко не все они были оригинальными. Некоторые проекты были явно украдены из англо-американской science fiction, преданными поклонниками которой были многие ситуационисты.
А. Н. Тарасов 